# سيدي لحبيب الخلفي (أولاد مسعود سايس)
سيدي لحبيب الخلفي هو دُوَّار يقع بجماعة سبت سايس، إقليم الجديدة، جهة الدار البيضاء سطات في المملكة المغربية. ينتمي الدوّار لمشيخة أولاد مسعود سايس التي تضم 18 دوار. يقدر عدد سكانه بـ 277 نسمة حسب الإحصاء الرسمي للسكان والسكنى لسنة 2004.

## روابط خارجية
- البوابة الوطنية للجماعات الترابية نسخة محفوظة 12 مارس 2018 على موقع واي باك مشين.
- المندوبية السامية للتخطيط